# エドワード・ジャーマン
サー・エドワード・ジャーマン（Sir Edward German 1862年2月17日 - 1936年11月11日）は、ウェールズ人の家系に生まれたイングランドの音楽家、作曲家。イングランドのコミック・オペラ界では、アーサー・サリヴァンを継ぐ者としてその膨大な付随音楽作品がよく知られている。
青年期からヴァイオリンを演奏して町の管弦楽団を率いたジャーマンは同時に作曲も行うようになっていった。王立音楽アカデミーでヴァイオリンの演奏や指導を行うかたわら、1880年代中頃には作曲家としての歩みを開始しており、純音楽とともにライト・オペラを手掛けていた。1888年にはロンドンのグローブ・シアター（Globe Theatre）の音楽監督に就任、この劇場並びにロンドン各地の劇場での多くの公演のために付随音楽を提供して人気を博した。そうした中には1889年の『リチャード三世』、1892年の『ヘンリー八世』、1900年の『ネル・グウィン』などがある。一方で彼は交響曲、管弦楽組曲、交響詩なども作曲しており、歌曲やピアノ曲にも数多くの作品を遺している。そうした中で最も知られるのは、おそらく1904年の『ウェールズ狂詩曲』だろう。
1900年にサリヴァンが死去した後、ジャーマンは彼の遺作オペラである『エメラルドの島』の補完に携わった。このオペラが成功したことでジャーマンの元には多くのコミック・オペラの依頼が舞い込むこととなり、そうした縁で生まれた作品には好評を得た1902年の『Merrie England』や1907年の『Tom Jones』などがある。1903年にはラドヤード・キップリングの詩に曲をつけて『Just So Song Book』を完成し、管弦楽曲の作曲も引き続き行った。ジャーマンは1912年以降ほとんど作曲の筆を折ってしまったが、指揮活動は1928年まで継続し、同年にナイトに叙されている。

## 生涯
ジャーマンはジャーマン・エドワード・ジョーンズ（-Jones）としてイングランド、シュロップシャーのホワイトチャーチ（Whitchurch）に生まれた。彼は5人きょうだいの2番目で、姉のルース（Ruth）と1人の弟、2人の妹のメイベル（Mabel）、レイチェル（Rachel）がいた。父のジョン・デイヴィッド・ジョーンズ（John David-）は酒屋を営むとともに自らも醸造主で、教会オルガニストを務めながら地域の会衆派教会のチャペルで説法を行うなどしていた。母のエリザベス（ベスティ）・コックス（Elizabeth (Besty) Cox; 1901年没）は若い女性向けに聖書の講座を開講していた。ジャーマンという名前はウェールズ名のガーモン（Garmon）を英語化したものである。両親は彼をジム（Jim）と呼んでいた。ジャーマンは5歳になると父からピアノとオルガンの手ほどきを受けるようになる。6歳の時には地域で演奏する少年楽団を組織し、その活動の中でヴァイオリン、作曲、編曲を実地で学んでいった。その後入団した少年合唱団ではアルトを歌い、おじの食料雑貨店で行われる一家の余興に参加してはしばしば姉のルースとともにピアノの連弾や楽しい寸劇を演じるなどした。ルースはジャーマンが15歳の時に命を落としている。また、彼は愉快な詩も書いている。
ジャーマンの両親は息子には技能職の適性があると考えており、彼が10代半ばに達すると造船会社の見習いに出させようとした。しかしながら、チェスターの学校における彼の寮生活は重い病によって遅れを生じていたため、見習工になるには遅すぎるとして追い返されてしまった。彼は10代の頃にもうひとつ楽団を組織しており、その五重奏団では自らがヴァイオリンを演奏し、ピアノまたはコントラバスを彼の姉妹が担当、他の3人が一家の友人たちで構成されていた。彼らはジャーマンが編曲した楽曲を演奏した。さらに彼は町の管弦楽団も率いており、地域の村々のホールでアマチュア演劇を演じ、喜劇の歌を歌うなどしていた。

### 王立音楽アカデミー時代

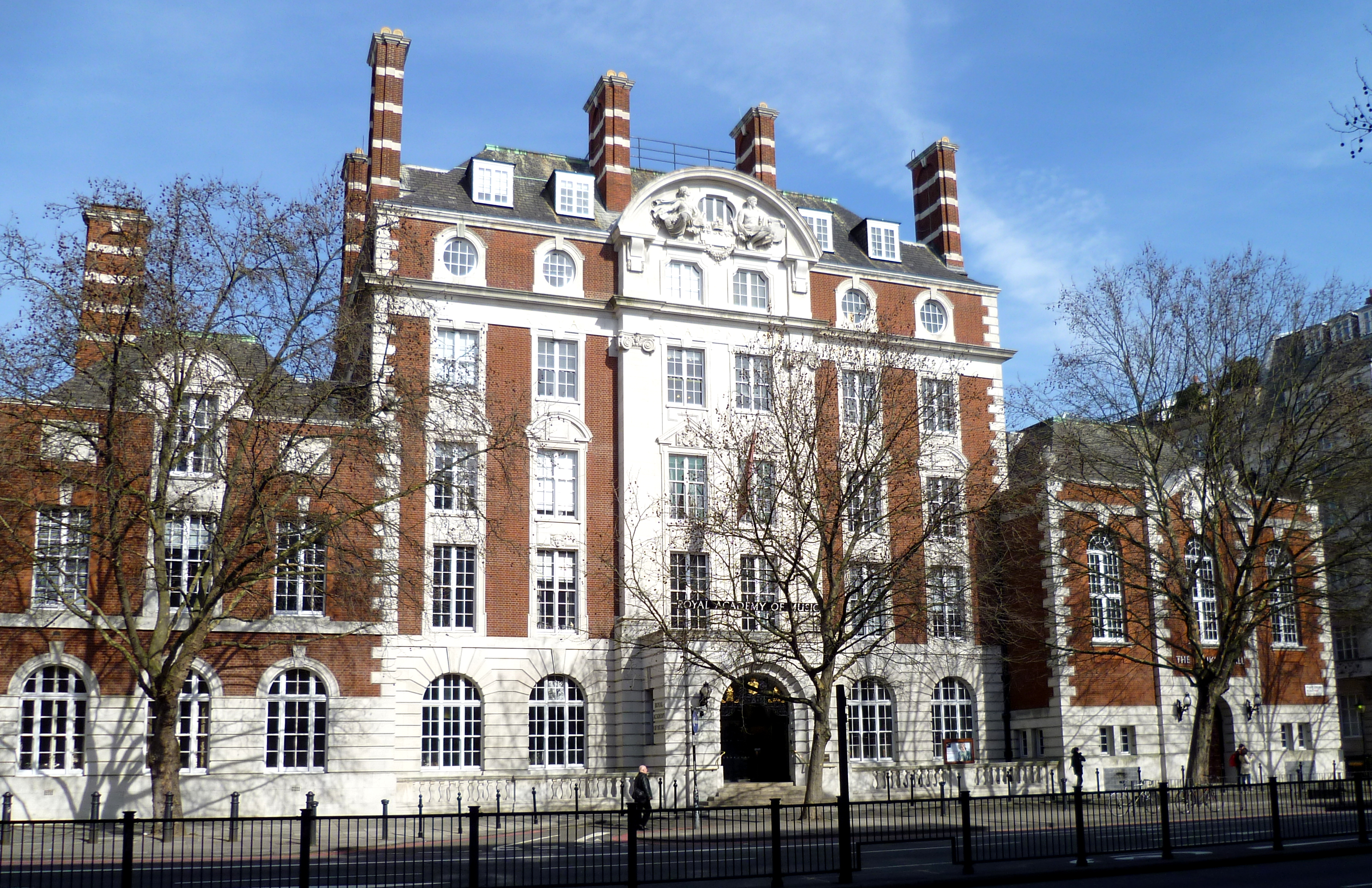
王立音楽アカデミー

シュルーズベリーでホワイトチャーチ合唱協会の指揮者を務めていたセシル・ウォルター・ヘイ（Cecil Walter Hay）の下で研鑽を積んでいたジャーマンは、18歳になると王立音楽アカデミーに入学した。彼はアカデミーにいたエドワード・ジョーンズという学生との混同を避けるためにJ.E.ジャーマンと名乗るようになり、その後簡潔なエドワード・ジャーマンに落ち着く。アカデミーではヴァイオリンやオルガンの学習を継続する一方で、エベニーザー・プラウトに師事して正式な作曲の訓練を受けるようになり、音楽アカデミーの演奏会ではこうした中で制作された彼の習作の多くが取り上げられた。
1884年、ジャーマンは音楽アカデミーのヴァイオリン科で助教授に任用される。この教員としての期間、彼のヴァイオリニストとしての腕前は高く評価され、タブズ・バウ（Tubbs Bow）をはじめとして複数のメダルや賞を授与された。1885年に独唱、合唱とオルガンのための『テ・デウム』によってチャールズ・ルーカス・メダルを獲得したことを契機として、彼の関心はヴァイオリン演奏から作曲へと移っていった。それから間もない1886年には4人の独唱者とピアノのためのコミック・オペラ『The Two Poets』を作曲し、これは音楽アカデミーで初演された後、セント・ジョージズ・ホールで上演された。1887年に書かれた『交響曲第1番 ホ短調』もアカデミーで演奏されている。ジャーマンは1890年に交響曲を改訂した上で自らの指揮により水晶宮で演奏し、一方『The Two Poets』はイングランド中で成功を収めていた。
ジャーマンは王立音楽アカデミー時代にウィンブルドン校で教鞭を執るとともに、サヴォイ劇場などの劇場オーケストラでヴァイオリンを弾いていた。1886年並びに1888年から1889年の間にドイツを訪れた彼は、特にバイロイトにおいてオペラに感銘を受けた。アカデミーでの彼の親しい友人にはドーラ・ブライトやサリー出身のエセル・メアリ・ボイス（Ethel Mary Boyce、1863年-1936年）らがいた。ボイスも優れた作曲の才を見せる学生で、1885年にレディ・ゴールドスミッド奨学金（Lady Goldsmid）、1886年にスタンデール・ベネット賞、そして1889年にはチャールズ・ルーカス・メダルを獲得していた。ジャーマンとボイスは一時は婚約する仲であったが、後に破局する。しかしその後も2人は友人関係を継続した。ジャーマンは生涯独身のままであった。

### 劇音楽、管弦楽での成功
ジャーマンはアカデミーを去った後も、ウィンブルドン校での教職とロンドン各地の劇場での演奏活動を続けていた。1888年に指揮者のアルベルト・ランデッガーが彼を劇場主のリチャード・マンスフィールドへと紹介し、ジャーマンはロンドンのグローヴ・シアター（Globe Theatre）で指揮者兼音楽監督として採用されることになった。ここで彼はオーケストラを鍛え直し、1889年の『リチャード三世』を皮切りに多くの劇場公演のための付随音楽を作曲した。『リチャード三世』はタイムズ紙が演奏会用組曲を編むべきだと論じるほどの好評を博し、序曲はたちまち演奏会で人気の演目となった。この成功がきっかけとなり、ジャーマンの元には付随音楽の依頼が舞い込むようになり、それらによって彼は成功を収めていった。1892年にロンドンのライセアム劇場で行われたヘンリー・アーヴィングによる『ヘンリー八世』に付けた音楽では、イングランドの古くからの伝統舞踊の要素を取り入れた。それから1年の間に、劇中で使用された舞踏音楽の楽譜は3万部の売り上げを記録した。こうして彼は次々と委嘱作を仕上げていった。ヘンリー・アーサー・ジョーンズの『The Tempter』（1893年）、ライセアム劇場で上演されたジョンストン・フォーブズ＝ロバートソンによる『ロミオとジュリエット』（1895年）、ハーバート・ビアボーム・ツリー演出の『お気に召すまま』（1896年）、『空騒ぎ』（1898年）、そしてアンソニー・ホープ作でマリー・テンペストがヒロインを演じた『ネル・グウィン』（1900年）である。
ジャーマンは平行して演奏会用の楽曲の作曲も行っており、ときには劇場用作品からの引用を行うこともあった。『ジプシー組曲 Gypsy Suite』は『リチャード三世』序曲や人気の『ヘンリー八世』、『ネル・グウィン』の舞踏音楽に引けを取らぬ成功を収めた。彼の作品は全て次のように書かれているとされる。「仮に限定的であったとしても特徴的な『古きイングランド』の方法論に則っており、ジャーマンがとりわけ慣れ親しむようになった擬テューダー朝の音楽種である。」さらに彼はこの時期に多くの歌曲やピアノ曲を書いており、これでも成功を手にしている。劇場や演奏会のための音楽で快進撃を続けるジャーマンは音楽祭からの委嘱も受けるようになり、そうして書かれた作品の中には1893年にノリッチ音楽祭のために書かれた『交響曲第2番』などがある。若き批評家ジョージ・バーナード・ショーは、ジャーマンが似つかわしくない気取りに耽っているために交響曲が制約を受けているとして、彼の交響曲に不満を唱えた。この批判に敏感に反応したジャーマンは、これ以上交響曲に手を出さなくなってしまう。この非難をかわすべく彼がその後に取った戦略は、大規模な4楽章の作品を『交響組曲』として発表することであった。成功を収めた管弦楽曲には1895年のリーズ音楽祭に出品された組曲をはじめ、1899年のノリッチ音楽のための『四季 The Seasons』、1897年のバーミンガムでハンス・リヒターの指揮で披露された交響詩『ハムレット』などがある。ジャーマンは1901年のリーズ音楽祭に向けてヴァイオリン協奏曲の構想を温めていたものの完成には至らず、代わりにライト・オペラへと転用されることになった。1902年のブライトン音楽祭では、彼は行進曲の主題による狂詩曲を初演している。

### コミック・オペラ作曲家
ジャーマンはオペラや合唱音楽での経験をほとんど持ち合わせていなかったが、アーサー・サリヴァンが死去した後の1900年にサヴォイ劇場での上演を目指してサリヴァンの『エメラルドの島』を完成させるため、リチャード・ドイリー・カートはジャーマンに声をかけた。彼はこの依頼を承諾し、リーズ音楽祭からの委嘱作品だったヴァイオリン協奏曲を期日までに完成させることを断念した。彼が補完したオペラは1920年代まで繰り返し上演されるほどの大当たりとなり、これによって彼には新たなキャリアが開けることとなった。次なるコミック・オペラは『エメラルドの島』のリブレットを記したバジル・フードとの『Merrie England』（1902年）である。この作品がおそらくジャーマンの最大の成功作品であると思われ、舞踏音楽はオペラから独立して親しまれた。事実、幾度にもわたって再演されたこの作品はイギリスのライト・オペラの基準となり、作中の歌曲である「The English Rose」や「O Peaceful England」、「The Yeomen of England」の人気は20世紀半ばまで衰えることはなかった。『Merrie England』はイングランドのアマチュアの団体が頻繁に取り上げているため、その上演回数はおそらく20世紀に作曲されたどのイギリスのオペラ、オペレッタよりも多いのではないかと思われる。
続いて、ジャーマンとフードは1903年の『A Princess of Kensington』を共同制作する。このオペラは各地での上演も少々行われ、ニューヨーク公演も敢行されたものの成功したとはいえなかった。ジャーマンは他の試みにも力を注ぎ、1903年にラドヤード・キップリングの詩へ曲をつけて12曲から成る『Just So Song Book』を完成している。また、引き続き管弦楽曲の委嘱作品の制作にあたり、代表的な作品には1904年のカーディフ音楽祭のための『ウェールズ狂詩曲』がある。この曲ではクライマックスにウェールズの軍隊行進曲である『Men of Harlech』が置かれている。
コミック・オペラの作曲に戻ったジャーマンは、ウエスト・エンドのアポロ劇場のために書いた『Tom Jones』で再び成功を手にする。1907年にヘンリー・フィールディングの生誕200年を記念してロバート・コートニッジによって初演されたこの作品は、ジャーマン作品中で最良の楽曲のひとつであり、数十年の間演目に残り続けるとともにニューヨークでは作曲者自身の指揮で上演され、舞踏音楽単独での演奏も相当な回数に上った。続いて彼はウィリアム・S・ギルバートとタッグを組み、自身最後となるオペラ『Fallen Fairies』を制作する。これは1909年にサヴォイ劇場で初演されたものの、失敗に終わった。原因のひとつとして、ギルバートが目をかけていた歌手のナンシー・マッキントッシュを妖精の女王セレーン役に起用し、彼女の力量不足を批評家に見咎められたという点は、ジャーマンも認めるところであった。初演後すぐに彼は賛同者を集めて興行主のチャールズ・H・ワークマンに要望書を提出し、マッキントッシュに代えてエイミー・エヴァンズを採用すること、ギルバートがリハーサルの過程でカットした歌を元に戻すことを求めた。これに憤慨したギルバートはジャーマンを相手取って法廷闘争を起こすと脅した。これによって苦しい立場に追い込まれたジャーマンは、元来係争を避けることを旨としていたこともあり要求を取り下げた。世紀が変わるとミュージカル・シアターの流行が移り変わり、サヴォイ劇場のコミック・オペラの伝統を維持するためにジャーマンが作曲していた楽曲に対する聴衆の興味は次第に失われていった。

### 晩年

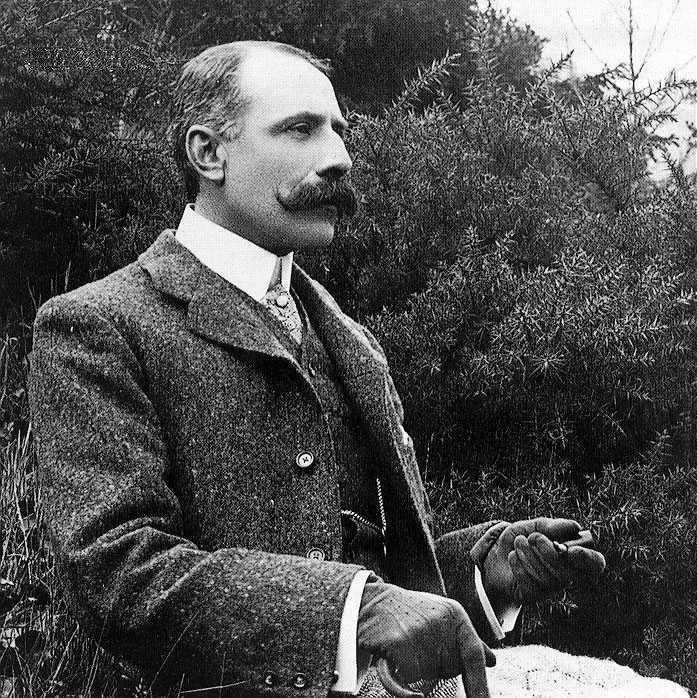
エドワード・エルガー

『Fallen Fairies』の失敗とこれに付随する不幸な出来事は、ジャーマンに作曲の筆を折らせるには十分なものであった。以降、彼はごく稀に曲を書くだけとなった。そうした中には1911年のジョージ5世の戴冠式のために作曲した『戴冠行進曲』と賛歌、1919年の『主題と6つの変奏』があり、そして『オテロ』に着想を得た1922年の音詩『The Willow Song』が最後の主要作品となった。1912年にハーバート・ビアボーム・ツリーはフードとジャーマンの合作でフランシス・ドレークの生涯を題材にした新たな音楽作品を制作しないかと持ちかけたが、ジャーマンはエリザベス朝の設定は既に『Merrie England』で扱ってしまっており、新たなものはほとんど生み出せないとしてこの申し出を断っている。彼は折に触れてパートソングや歌曲を作曲し、1911年にはイギリスの映画に曲をつけた初めての作曲家となった。それはヘンリー8世の戴冠式のシーンを描いた活動写真に、16小節の音楽を50ギニーの報酬で作曲するという仕事だった。
こうして定期的な創作活動から遠ざかるようになったジャーマンであったが、彼の書簡からは当時の進歩的な音楽やジャズへと方向転換することを居心地悪く感じていた心境が窺える。かつてサリヴァンがしたのと同様、ジャーマンは自分の人気が主にコミック・オペラに根ざしたものであることを悔やんだ。しかしながら、完璧主義者だったジャーマンは根気強く自作の改定を行って出版用の編曲を新たにこしらえ、自らそれらの一部を録音するとともに再演やラジオ放送が行われるよう働きかけを行った。
クリケットの大ファンだったジャーマンは1886年からローズ・クリケット・グラウンドに近い、メイダ・ヴェールのホール・ロード（Hall Road）に居を構えていた。彼はここで散歩やサイクリング、釣りに興じ、しばしば劇場に出かけるという静かな暮らしを送っており、作曲家のエドワード・エルガーとは深い親交を築いていた。第一次世界大戦中に交通事故に遭って負傷したものの指揮者としては依然ひっぱりだこであり、指揮者として多くの契約を結んでいた。しかし、彼は目の不調に悩まされるようになり、1928年にはついに右目の視力を失ってしまった。彼はイギリスの指揮者としては初めてダン・ゴドフリーからの招待を受け、ボーンマスで自作を指揮している。また、1916年の初頭には作曲家の自作自演としては最も早い時期に、自作の『Merrie England』と『Theme and Six Diversions』の録音を遺している。
ジャーマンは1928年にナイトに叙された。彼が仲間の音楽家からいかに尊敬されていたは、祝賀晩餐会に出席した錚々たる顔ぶれから窺い知ることが出来る。そこにはエルガーをはじめ、アレグザンダー・マッケンジー、ヒュー・アレン、ランドン・ロナルド、ロード・バーナーズらの姿があった。1934年にはロイヤル・フィルハーモニック協会の最高位の名誉であるゴールド・メダルを、楽団の演奏会の場においてトーマス・ビーチャムから授与された。彼は1936年には栄誉音楽家組合（Worshipful Company of Musicians）の名誉会員に選出され、さらに演奏権利協会の会長として作曲家が自作の演奏の対価を得る権利を正当に行使できるよう力を尽くした。
長寿に恵まれたジャーマンは、自らの管弦楽曲の人気が翳り行くさまを目の当たりにする。彼の死後に見つかったメモには次のような痛切なメッセージが残されていた。「純音楽作品が評価されずに失望した男として、私は死んでいくのである。」しかし、彼の最も知られる管弦楽曲は今でも時おり演奏の機会に恵まれており、ライト・オペラの『Merrie England』や『Tom Jones』はアマチュアの団体による公演やプロの録音で取り上げられ続け、2009年にもナクソスに録音された『Tom Jones』が世に出されている。レコードレーベルのダットン（Dutton Epoch）はジャーマンの作品選集を発売しており、2007年には『交響曲第2番』を含む音源、2012年には劇付随音楽集と2つの行進曲、賛歌を含む音源がリリースされている。『リチャード三世』、『主題と6つの変奏』そして『四季』の録音は1994年にナクソスから発売されている。
ジャーマンは前立腺がんのため、ロンドンのメイダ・ヴェールの自宅で74年の生涯を閉じた。彼の亡骸はゴルダーズ・グリーン火葬場で火葬され、遺灰はホワイトチャーチ墓地に埋葬された。

## 評価
音楽学者のデイヴィッド・ラッセル・ヒュームは、ジャーマンがフランスからの影響を明らかに受けており「時にはチャイコフスキーを想起させることすらあるが、逆説的ながらも彼はエルガー同様、典型的にイングランド風の音楽を書いた無国籍なスタイルの持ち主だった」と記している。ヒュームはさらに、ジャーマンはサリヴァンの後継者とみなされているが音楽様式的には大きな違いがあり、ジャーマンの抒情的なバラードは特に「ロマン的な温かさによりイギリスのオペレッタに新たな音符を穿った」としている。タイムズ紙も同様に、ジャーマンがあまりにも頻繁にサリヴァンの後継者だと言われるために、彼が本来「天才芸術家」であるということを同時代の人々が見過ごしてしまっていると指摘している。
しかし、エルガーやジョン・バルビローリなどの傑出した音楽家仲間は、ジャーマンのの作品が最上級の質を備えたものであることを見抜いていた。ヒュームはこう書いている。「ジャーマンの管弦楽作品は現在のように無視された状態に甘んじるべきではない。なぜなら、まだ現代の聴衆に訴えかけるものを多く有しているからである。美しく仕立てられ、色鮮やかかつ生気に溢れており、その喜ばしく際立った個性によってひとたび容易に火を点けられたならば、慈しみのこもった敬意といったものを呼び起こすとこが今もって可能なのである。」
日本では早くから山田耕筰が彼の作品の魅力を認め作曲者存命中に既に『ヘンリー八世』を指揮したSPレコードを録音している。

## エドワード・ジャーマン音楽祭
エドワード・ジャーマン音楽祭は2006年にジャーマンの生地であるイングランド、シュロップシャーのホワイトチャーチで第1回目が開催された。音楽祭の後援者であるチェリストのジュリアン・ロイド・ウェバーによる演奏会が行われ、ジャーマンの最も知られる作品である『Merrie England』の演奏会版が披露されるなどした。続く音楽祭は2009年4月23日から28日にかけて、ホワイトチャーチ遺産友の会（Friends of Whitchurch Heritage）の後援で行われた。主な公演内容は演奏会版の『Tom Jones』と学童たちによる『Merrie England』の上演であった。他にもクラリネット奏者のエマ・ジョンソンや音楽学者のデイヴィッド・ラッセル・ヒューム、ハレ管弦楽団による催しも開かれた。

## 作品一覧
| - The Two Poets （1886年） 後にThe Rival Poets（1901年）へと改作 - The Emerald Isle （1901年; サリヴァンの遺作の補筆完成） - Merrie England （1902年） - A Princess of Kensington （1903年） - Tom Jones （1907年） - Fallen Fairies （1909年） - Richard III （1889年） - Henry VIII （1892年） - The Tempter （1893年） - Romeo and Juliet （1893年） - Michael and his Lost Angel （1896年） - As You Like It （1896年） - Much Ado about Nothing （1898年） - English Nell （1900年） 後に『ネル・グウィン Nell Gwyn』として知られる - The Conqueror （1905年） - The Guitar （1883年） - Bolero （1883年） - Symphony No 1 in E minor （1887年） - March Solennelle （1891年） - On German Airs （1891年） - Gipsy Suite （1892年） - Symphony No 2 ("Norwich") in A minor （1893年） - Symphonic Suite in D minor ("Leeds") （1895年） - In Commemoration （1897年） - Hamlet （1897年） - The Seasons （1899年） - Welsh Rhapsody （1904年） - Coronation March and Hymn （1911年） - The Irish Guards （1918年） - Theme and Six Diversions （1919年） - The Willow Song （1922年） - Cloverley Suite （1934年） - Te Deum in F （1885年） - The Chase （1886年） - Antigone （1887年頃） - O Lovely May （1894年） - Who is Sylvia? （1894年） - Banks of the Bann （1899年） - Just So Songs （原曲は1903年の独唱曲、1916年から1933年にかけてパートソングへと編曲） - Canada Patriotic Hymn （1904年） - O Peaceful Night （1904年） - Introit: Bread of Heaven （1908年） - Grace: Non Nobis Domine （1911年） - Pure as the Air （1911年） - The Three Knights （1911年） - Beauteous Morn （1912年） - In Praise of Neptune （1912年） - My Bonnie Lass （1912年） - Sleeping （1912年） - Sweet Day So Cool （1912年） - Morning Hymn （1912年） - Intercessory Hymn: Father Omnipotent （1915年） - London Town （1920年） - Rolling Down to Rio | - All Friends Around the Wrekin: A Song of Shropshire - Big Steamers - Be Well Assured （The Fringes of the Fleetより） - Have You News of My Boy Jack? （1916年） - Charming Chloe - Cupid at the Ferry - Love the Pedlar - Sea Lullaby - Heigh Ho - Bird of Blue - Glorious Devon - Who'll Buy My Lavender? - Recompense - Suite for Pianoforte: "Impromptu", "Valse Caprice", "Bourrée", "Elegy", "Mazurka", "Tarantella" （1889年） - Four Pianoforte Duets （1890年） - Graceful Dance in F （1891年） - Polish Dance （1891年） - Valse in A Flat （1891年） - Album Leaf （1892年） - Intermezzo in A Minor （1892年） - Valsette pour Piano （1892年） - Minuet in G （1893年） - Second Impromptu （1894年） - Concert Study in A Flat （1894年） - Gipsy Suite: Four Characteristic Dances -duet- （1895年） - Melody in E Flat （1895年） - Suite for Four Hands （1896年） - "Columbine" Air de Ballet （1898年） - Abendlied "Evensong" （1900年） - Melody in E. "The Queen's Carol" （1905年） - Nocturne （1882年） - Chanson d'Amour （1880年代） - Barcarolle （1880年代） - Album Leaf （1880年代） - Sprites' Dance （1880年代） - Bolero （1883年） - Scotch Sketch for 2 Violins and Pianoforte （1890年） - Moto Perpetuo Pour Violin Accompagnement de Piano （1890年） - Souvenir for Violin and Pianoforte （1896年） - Song without Words （1898年） - Three Sketches: "Valsette", "Souvenir", "Bolero" （1897年） - Saltarelle （木管楽器のための） （1889年） - Pastorale and Bourrée （木管楽器のための） （1891年） - Suite: Three Pieces （木管楽器のための） （1892年） - Andante and Tarantella （木管楽器のための） （1892年） - Romance （木管楽器のための） （1892年） - Intermezzo （木管楽器のための） （1894年） - Early One Morning （木管楽器のための） （1900年） - Trio in D for Violin, Violincello, and Pianoforte （1883年頃） - Serenade （室内アンサンブルのための） （1890年代） - Andante in B Flat （オルガンのための） （1880年代） |